# Кулишер, Рувим Моисеевич
Руви́м Моисе́евич Ку́лишер (1828, Дубно, Волынская губерния — 1896, Киев) — российский медик, доктор медицины и публицист. Отец математика Александра Кулишера.

## Биография
Родился в Волынской губернии, окончил гимназию в Житомире, 4 курса естественного отделения Санкт-Петербургского университета и Медико-хирургическую академию. В 1874-76 гг. уезжал стажироваться за границу (Германия, Швейцария). Работал в военных госпиталях Луцка, Могилёва, Каменец-Подольска, Санкт-Петербурга, Москвы и Киева. С 1885 года в отставке. Был дружен с Н. И. Пироговым и В. Склодовским (отцом М. Кюри-Склодовской), который передал ему на хранение рукопись книги Марии Кюри. Печатался в «Восходе», Еврейской библиотеке (см. статью Русский перевод Ветхого завета, 1871), Биржевых ведомостях, «Archiv fur Anatomie und Physiologie» и других

## Избранное
- «Итоги, Надежды и ожидания русских евреев за последние 50 лет. 1838—1888» (ч.1, Киев, 1896)[2]

### Переводы
- Клебс Г. А. «Патологическая анатомия» (СПб, 1871)
- Г. Гельмгольц «О законе сохранения сил» (с немецкого на иврит)
- «Объяснение правила Гаусса, служащего для вычисления 1-го дня светлого воскресения для христианских греко-российских и римо-католических исповеданий» (рукопись)
- «История одной семьи» (Еврейская библиотека, т. IV).